# Xyala cancellata
Xyala cancellata är en rundmaskart som först beskrevs av Schulz 1938.  Xyala cancellata ingår i släktet Xyala och familjen Monhysteridae. Inga underarter finns listade i Catalogue of Life.